# Hrabstwo Missaukee
Hrabstwo Missaukee (ang. Missaukee County) – hrabstwo w stanie Michigan w Stanach Zjednoczonych. Obszar całkowity hrabstwa obejmuje powierzchnię 573,82 mil² (1 486,20 km²). Według danych z 2010 r. hrabstwo miało 14 849 mieszkańców. Hrabstwo powstało w 1840 roku, a jego nazwa pochodzi od wodza Ottawów o imieniu Nesaukee – sygnatariusza traktatów z Amerykanami w 1831 i 1833 roku.

## Sąsiednie hrabstwa
- Hrabstwo Kalkaska (północ)
- Hrabstwo Crawford (północny wschód)
- Hrabstwo Roscommon (wschód)
- Hrabstwo Clare (południowy wschód)
- Hrabstwo Osceola (południowy zachód)
- Hrabstwo Wexford (zachód)
- Hrabstwo Grand Traverse (północny zachód)

## Miasta
- Lake City
- McBain